# An VII
L’an VII du calendrier républicain, correspond aux années 1798 et 1799 du calendrier grégorien.
Cette année a commencé le 22 septembre 1798 et s'est terminée le 22 septembre 1799.

## Événements
- 30 vendémiaire (21 octobre 1798) : révolte de la population du Caire contre l'occupation française.
- messidor/thermidor (juillet 1799) : découverte dans le delta du Nil de la pierre de Rosette, clé du déchiffrement des hiéroglyphes.
- 7 thermidor (25 juillet 1799) : bataille d'Aboukir
- thermidor/fructidor (août-septembre 1799) : insurrection royaliste de 1799 dans le Toulousain[1]
- 5 fructidor (22 août) : Bonaparte quitte l'Égypte pour retourner en France, Jean-Baptiste Kléber lui succède en Orient.
- Bonaparte attaque la Syrie pour se protéger de l'Empire ottoman mais est vaincu à Acre.
- Début du gouvernement du Consulat (fin en l’an XII (1804)).
- Seconde coalition : Grande-Bretagne, Autriche, Russie, Turquie, Deux-Siciles.
- Le Directoire rétablit les impôts indirects sous forme de droits d'octroi.

## Notoriété
L'An VII est rappelé dans quelques odonymes en France, rappelant des événements contre-révolutionnaires et notamment l'insurrection royaliste de 1799 dans le Toulousain :
- Rue de l'An VII[2], à  Chaillé-les-Marais en  Vendée.
- Rue de l'An VII[3], à  Muret, en Haute-Garonne.

## Concordance
| 1 Vendémiaire  | 22 septembre |
| 9 Vendémiaire  | 30 septembre |
| 10 Vendémiaire | 1er octobre  |
| 30 Vendémiaire | 21 octobre   |
| 1 Brumaire     | 22 octobre   |
| 10 Brumaire    | 31 octobre   |
| 11 Brumaire    | 1er novembre |
| 30 Brumaire    | 20 novembre  |
| 1 Frimaire     | 21 novembre  |
| 10 Frimaire    | 30 novembre  |
| 11 Frimaire    | 1er décembre |
| 30 Frimaire    | 20 décembre  |
| 1 Nivôse       | 21 décembre  |
| 11 Nivôse      | 31 décembre  |

| 12 Nivôse   | 1er janvier |
| 30 Nivôse   | 19 janvier  |
| 1 Pluviôse  | 20 janvier  |
| 12 Pluviôse | 31 janvier  |
| 13 Pluviôse | 1er février |
| 30 Pluviôse | 18 février  |
| 1 Ventôse   | 19 février  |
| 10 Ventôse  | 28 février  |
| 11 Ventôse  | 1er mars    |
| 30 Ventôse  | 20 mars     |
| 1 Germinal  | 21 mars     |
| 11 Germinal | 31 mars     |
| 12 Germinal | 1er avril   |
| 30 Germinal | 19 avril    |

| 1 Floréal    | 20 avril    |
| 11 Floréal   | 30 avril    |
| 12 Floréal   | 1er mai     |
| 30 Floréal   | 19 mai      |
| 1 Prairial   | 20 mai      |
| 12 Prairial  | 31 mai      |
| 13 Prairial  | 1er juin    |
| 30 Prairial  | 18 juin     |
| 1 Messidor   | 19 juin     |
| 12 Messidor  | 30 juin     |
| 13 Messidor  | 1er juillet |
| 30 Messidor  | 18 juillet  |
| 1 Thermidor  | 19 juillet  |
| 13 Thermidor | 31 juillet  |

| 14 Thermidor | 1er août      |
| 30 Thermidor | 17 août       |
| 1 Fructidor  | 18 août       |
| 14 Fructidor | 31 août       |
| 15 Fructidor | 1er septembre |
| 30 Fructidor | 16 septembre  |

| de la vertu      | 17 septembre |
| du génie         | 18 septembre |
| du travail       | 19 septembre |
| de l’opinion     | 20 septembre |
| des récompenses  | 21 septembre |
| de la révolution | 22 septembre |